# Bello (Antioquia)

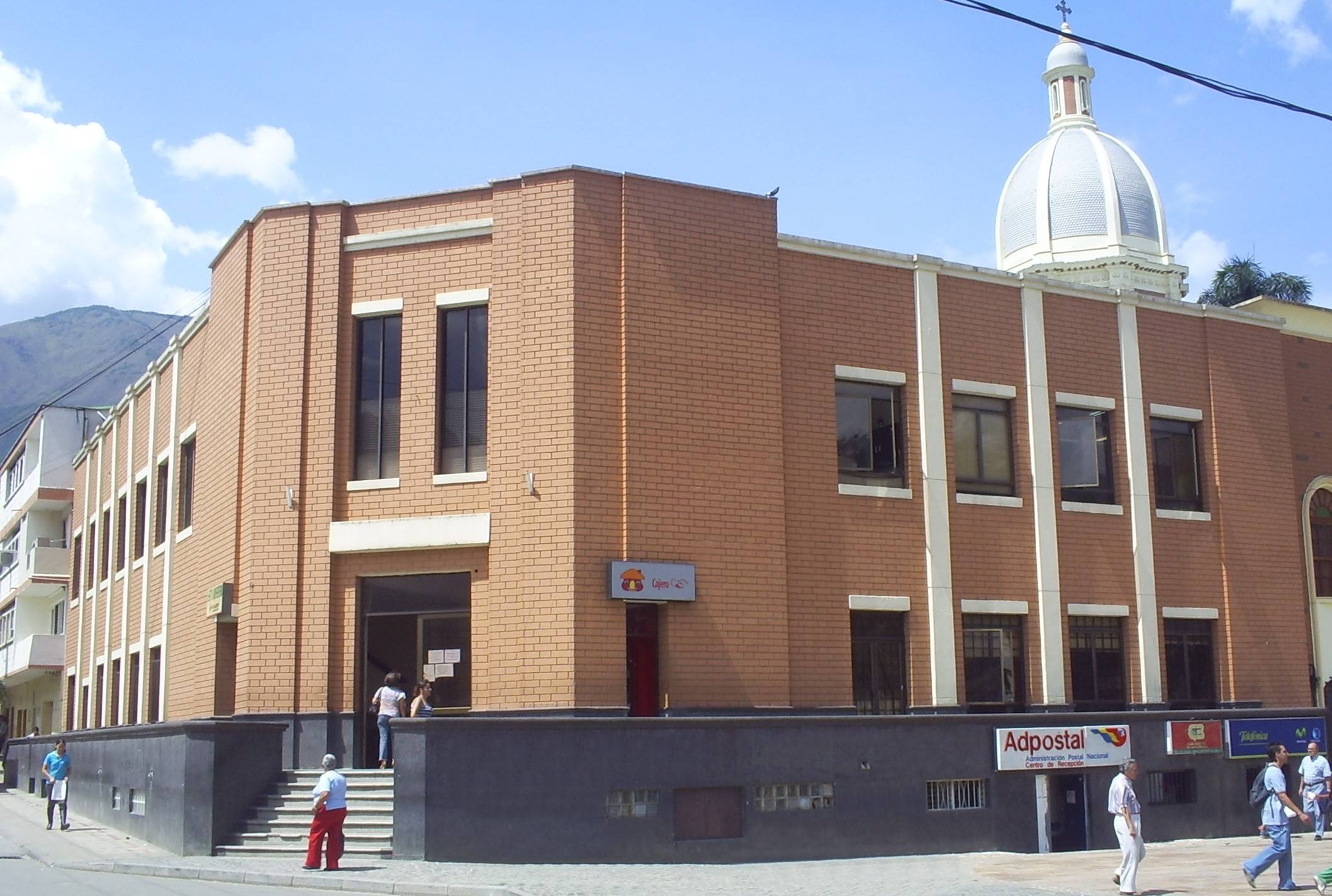
Prédio da prefeitura de Bello.

Bello é uma cidade e município da Colômbia, no departamento de Antioquia. Faz parte da região metropolitana de Medellín. A distância do município para a capital do Antioquia, Medellín, é de 10 quilômetros.